# Châteauneuf-du-Rhône
Châteauneuf-du-Rhône ist eine französische Gemeinde mit 2.807 Einwohnern (Stand: 1. Januar 2022) im Département Drôme in der Region Auvergne-Rhône-Alpes. Châteauneuf-du-Rhône gehört zum Arrondissement Nyons und zum Kanton Montélimar-2. 

## Geographie
Châteauneuf-du-Rhône liegt am Rande der Provence an der Rhône und ihrem Abkürzungskanal Canal de dérivation de Montélimar. Knapp unterhalb deren Wiedervereinigung mündet der Bach 
Raille in die Rhône. Durch die Gemeinde führt die Route nationale 7 und am östlichen Rand die Autoroute A7 entlang.
Umgeben wird Châteauneuf-du-Rhône von den Nachbargemeinden Montélimar im Norden, Allan im Osten, Malataverne im Südosten, Donzère im Süden, Viviers im Westen und Südwesten sowie Le Teil im Nordwesten.

## Bevölkerungsentwicklung
| Jahr                       | 1962 | 1968 | 1975 | 1982 | 1990 | 1999 | 2006 | 2016 |
| -------------------------- | ---- | ---- | ---- | ---- | ---- | ---- | ---- | ---- |
| Einwohner                  | 1363 | 1484 | 1654 | 1977 | 2094 | 2220 | 2244 | 2732 |
| Quellen: Cassini und INSEE |      |      |      |      |      |      |      |      |

## Sehenswürdigkeiten
- Wehrhaus von Combaumont
- Schloss Port-Vieux aus dem 19. Jahrhundert
- Schloss Porcher mit einem Oppidum aus der Eisenzeit und einer Befestigung aus dem Mittelalter
- Schloss La Grangette aus dem 19. Jahrhundert
- Herrenhaus Le Roure
- Hôtel d'Arlempdes, Monument historique seit 1988

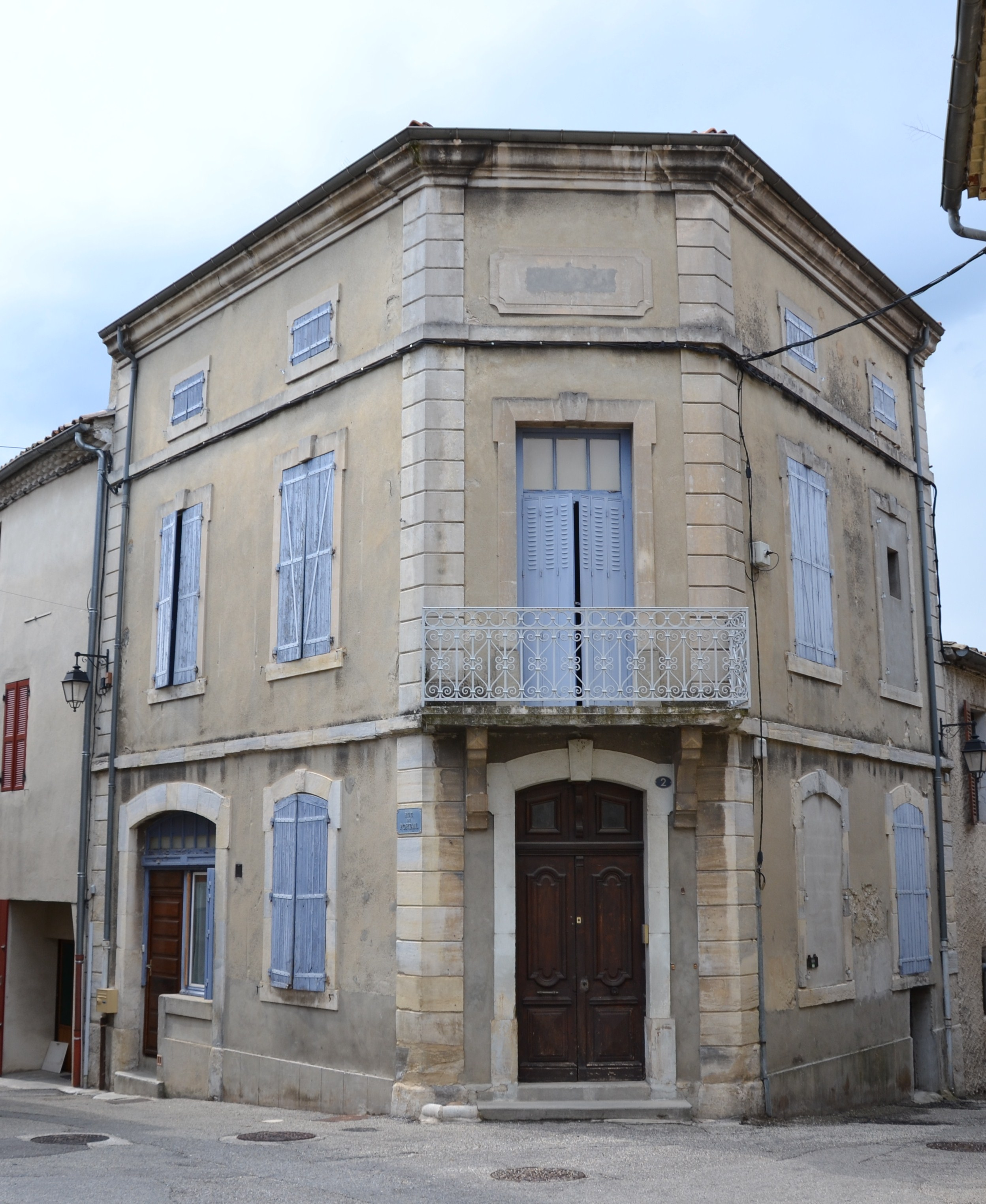
Hôtel d'Arlempdes
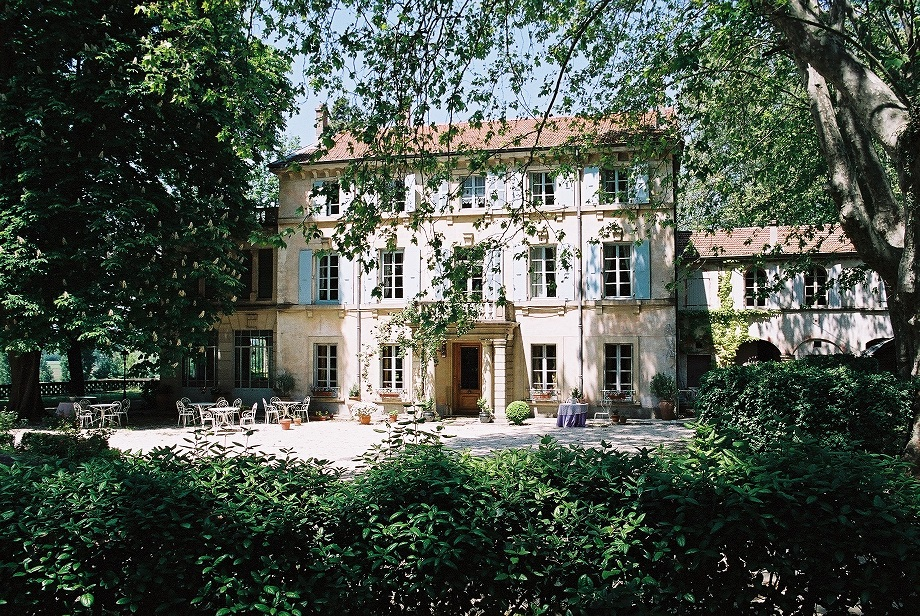
Herrenhaus Le Roure

## Gemeindepartnerschaft
Mit der rumänischen Gemeinde Dolhesti Bradicesti Pietris im Kreis Iași (Region Moldau) besteht seit 2007 eine Partnerschaft.